# East and West Thirston with Shothaugh

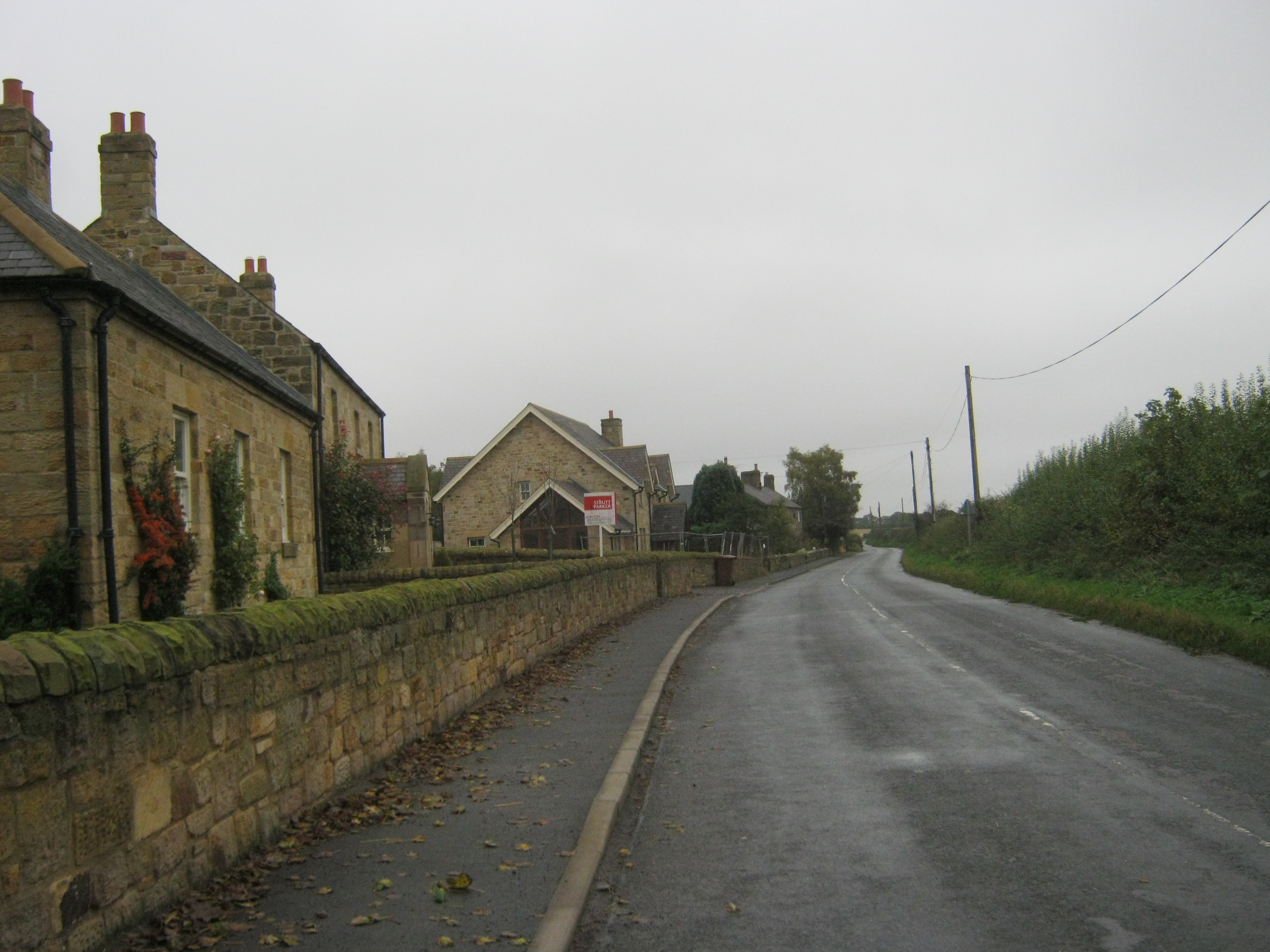
East Thirston

East and West Thirston with Shothaugh var en civil parish 1866–1935 när det uppgick i Thirston with Shothaugh, nu i Thirston civil parish, i grevskapet Northumberland i England. Civil parish var belägen 15 km från Morpeth och hade 261 invånare år 1931. Det inkluderade East Thirston och West Thirston.